# Симич, Новица
Новица Симич (серб. Новица Симић / Novica Simić; 18 ноября 1948 года, Нова-Касаба — 2 марта 2012 года, Белград) — сербский генерал и военный деятель, известный военачальник армии боснийских сербов в период войны в Боснии и Герцеговине.

## Биография
Новица Симич родился 18 ноября 1948 года в селе Нова-Касаба, община Миличи в Республике Сербской. Рос в Сараеве, где завершил среднюю школу и гимназию, затем начал службу в Югославской народной армии. После срочной военной службы Симич получил военное образование, он окончил Академию сухопутных войск, Командно-штабную школу тактики и Школу национальной обороны.
Когда начался распад Югославии Симич был полковником югославской армии. Как уроженец Боснии, согласно решению югославского правительства он был командирован в Вооружённые силы Республики Сербской. В боях с хорватской армией в Посавине Симич возглавлял 16-ю Краинскую моторизованную бригаду, а затем принял командование над Тактической группой-1 армии боснийских сербов. Под его руководством была пробита блокада западной части Республики Сербской и Сербской Краины. В это же время он получил чин генерал-майора. По решению армейского командования Симич спустя некоторое время возглавил Восточно-Боснийский корпус ВРС, во главе которого оставался на протяжении войны. После войны генерал Симич возглавлял Главный штаб армии Республики Сербской.
В отставку он вышел 1 марта 2003. После длительной болезни 2 марта 2012 года скончался в Военно-медицинской академии в Белграде. Похоронен в Баня-Луке.

## Награды
- Югославия Орден за храбрость
- Республика Сербская Орден Неманича
- Республика Сербская Звезда Карагеоргия